# 152454 Darnyi
A 152454 Darnyi (ideiglenes jelöléssel 2005 VS2) a Naprendszer kisbolygóövében található aszteroida. Sárneczky Krisztián Piszkéstetőn fedezte fel 2005. november 3-án.